# Зруйнувати все
Зруйнувати все — пісня гурту Роллік'с, що стала третім синглом з альбому Перетворися на зброю 2012 року. Сама пісня була видана як сингл 2011 у березні-квітні 2011 року.
Перша згадка інтернет видань про дану композицію відбулася на сайті «ФДР» ще у 2010 році, коли гурт повідомив про завершення роботи над кліпом до пісні. До того колектив виконував її на численних концертах, а також у рамках проекту «Свіжа кров». Оригінал пісні звучав вперше у виконанні проекту «ФаНеро» (херсонське музичний гурт за участю Дмитра Ігнатова «Фара» та Романа Непомнящого «Неро»). Також у пісні був присутній жіночий вокал, тому пісня спочатку мала зовсім інше звучання.
|                  | «Вона була ліричніше і спокійніше, ніж наш оригінальний варіант» |
| — Дмитро Ігнатов |                                                                  |

## Відеокліп
Зйомки відбувалися 12 грудня 2010 року в одному з приміщень київської кіностудії ім. О. Довженка. Саме приміщення було перероблене, схожим на репетиційну базу. На відео показано гурт «Роллікс», що грає на репетиційній базі, а також показано, що відбувається після того, як учасники гурту залишили «базу»: а саме дівчину-фанатку гурту, що в нетверезому стані проникає до «кімнати» гурту та починає «руйнувати все», розбиваючі музичні інструменти гурту та меблі, що знаходяться у кімнаті. Наприкінці відео дівчина підпалює кімнату та залишає її.
Відео було відзняте з допомогою «Plastilin Films».